# Kylväska

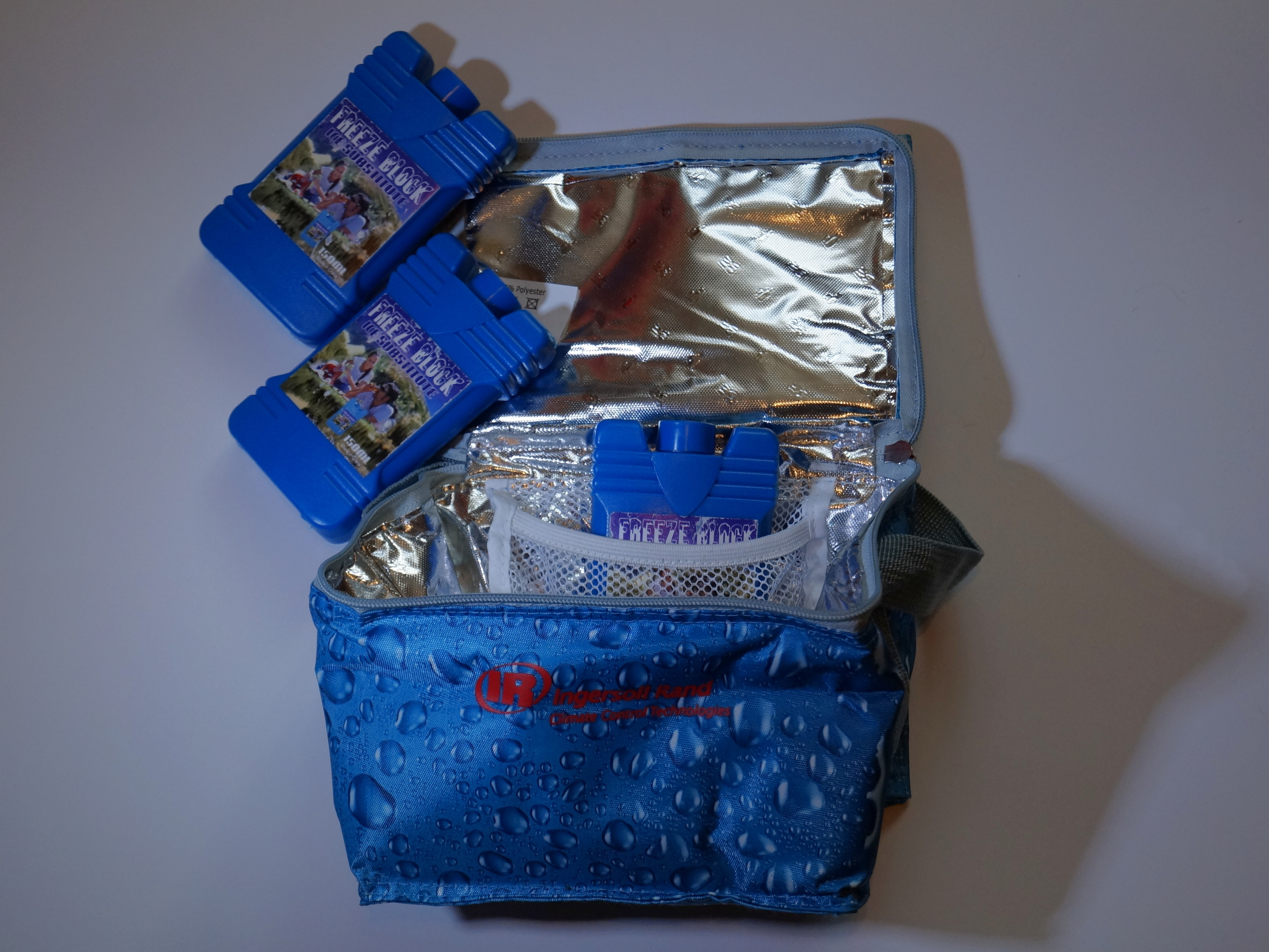
En kylväska med kylklampar.

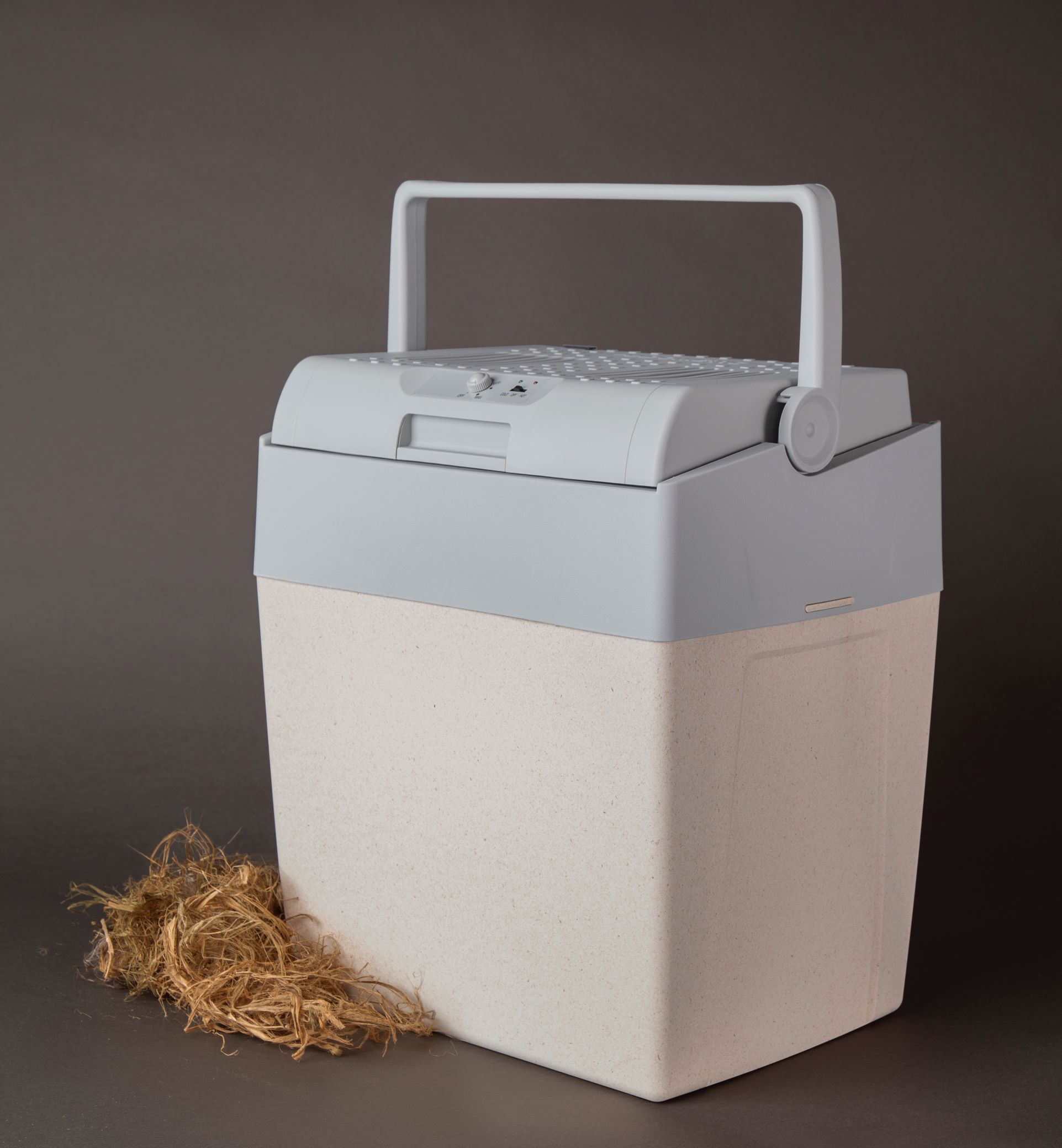
En kylbox.

Kylväska eller kylbox är en väska med temperaturisolerande egenskap, som främst är avsedd för att transportera och korttidsförvara kylvaror. Den kan användas vid exempelvis picknick, camping eller då man fraktar hem varor från livsmedelsaffären. Kylväskor finns i hårt och mjukt utförande. De hårda kylväskorna lämpar sig särskilt till exempelvis bilresor, eftersom de står stadigt. De mjuka kylväskorna är ofta bekvämare att bära och går att vika ihop när de inte används.
För att kylväskan ska ha bästa effekt bör den fullpackas och förses med kylklampar i botten och överst i kylväskan.
Eftersom det blir varmare i övre delen av väskan bör värmekänsliga livsmedel såsom smörgåsar med pålägg och köttprodukter packas i nedre delen av kylväskan.
Enligt Livsmedelsverket bör kylväskan vid användning hålla en temperatur omkring 8 grader Celsius.
Det finns även eldrivna kylväskor, med 12 volts adapter för bil och båt, som klarar av att hålla lägre temperatur.